# Nicola Serra
Nicola Serra (Imperia, 2 luglio 1918 – Mauthausen, 21 novembre 1944) è stato un antifascista italiano.

## Biografia
Nicola Serra nacque il 2 luglio 1918 a Imperia. Dopo l'armistizio, a seguito di un'azione partigiana con la quale aveva sottratto insieme a suo fratello Enrico e altri giovani, armi da fuoco da un presidio nazi-fascista, venne arrestato e deportato, dapprima nel campo di concentramento di Fossoli e in seguito nel campo di concentramento di Mauthausen, assieme al fratello e con diversi amici, vi morì a causa degli stenti il 21 novembre 1944.

## Onorificenze
Il 15 dicembre 1994 il Presidente della Repubblica Oscar Luigi Scalfaro gli ha concesso la Medaglia d'Argento "alla memoria” e al Valor Militare con la seguente motivazione:
- "Fiero oppositore della dittatura fascista, già molto prima del 25 luglio 1943 si adoperava ad organizzare la Resistenza facendo attiva propaganda tra i giovani, recuperando armi e materiali per la guerra partigiana e costituendo bande armate nei pressi di Tavole. Catturato dai nazifascisti, durante una rischiosa e volontaria missione nella città di Imperia, veniva deportato a Mauthausen dove moriva, dopo mesi di indicibili sofferenze, il 21 novembre 1944.”